# باولو روبرتو سانتوس
باولو روبرتو سانتوس (بالبرتغالية: Paulo Roberto Santos‏) (23 أكتوبر 1958 بريو دي جانيرو في البرازيل - ) هو لاعب كرة قدم برازيلي في مركز الدفاع. لعب مع نادي أمريكا.

## وصلات خارجية
- باولو روبرتو سانتوس على موقع قاعدة بيانات كرة القدم.إي يو (الإنجليزية)